# 피에르 블랑샤르
피에르 블랑샤르(Pierre Blanchar, 1892년 6월 30일 ~ 1963년 11월 21일)는 프랑스의 영화 감독, 영화배우이다.
스키크다에서 태어났으며 쉬렌에서 사망하였다.

## 영화
- 전원 교향곡 (1946년)
- 이상한 빅토르 씨 (1938년) - 바스티엔 역
- 무도회의 수첩 (1937년)
- 더 로드 투 글로리 (1936년)
- 우든 크로시즈 (1931년)
- 프라카스 장군 (1929년)